# U Smile
«U Smile» (укр. Ти посміхаєшся) — пісня канадського співака Джастіна Бібера. Її написали Джеррі Дюплессі, Арден Альтіно та Ден Август Ріго та спродюсували Дюплессі та Альтіно. За словами Бібера, пісня присвячена його особливим фанатам. Пісня вийшла як другий цифровий сингл з другої половини дебютного альбому Бібера 16 березня 2010 року. В ротації радіо форматів mainstream та rhythmic в Канаді з'явилася 9 серпня 2010 року, після чого, 24 серпня 2010 року, з'явилася у ротації радіо mainstream та rhythmic в США як третій сингл альбому.
Пісня написана в жанрі піано та інструментальна блакитноока соул балада та здобула популярність у критиків як показовий трек альбому. Пісня посіла сімнадцяту і двадцять сьому сходинки у чартах Сполучених Штатах та Канаді відповідно, а пізніше — увійшла в чарти Великої Британії. Бібер виконав цю пісню як інтро до «Baby» в ефірі дев'ятого сезону American Idol та Суботнього вечора в прямому ефірі.
У серпні 2010 року Нік Піттсінгер, звукорежисер з Флориди, сповільнив пісню Бібер на 800 %, щоб створити 35-хвилинний трек. Його порівнювали з ембієнтом, зокрема, роботами Sigur Rós. Трек став інтернет-мемом в середині та наприкінці 2010 року.

## Створення
В інтерв'ю MTV News Бібер сказав: «„U Smile“ — одна з найкращих пісень, які я коли-небудь записав, — відзначив він, — Це дійсно повернення до великих записів, які я слухав, коли я ріс… написав його для всіх моїх шанувальників, які привели мене сюди.» Бібер пояснив у своєму Твіттері, що його шанувальники «забрали його з маленького містечка в Канаді» давши «дивовижну можливість», завдяки якій він живе зараз, і відчуває «вдячність за все» і «щастя» за підтримку. Бібер підтвердив, що він написав трек разом з Августо Ріго. Він також попросив своїх фанатів, щоб вони насолоджувалися цим треком, оскільки вони є тими, хто надихає його на створення таких речей.

## Композиція та оцінки критиків
«U Smile» — це балада в жанрі блакитноокий соул, зі звучанням фортепіано та інших інструментів. Лія Грінблат з Entertainment Weekly сказала, що пісня є «найкращою на сьогодні» з альбому My World 2.0, називавши її «мерехтливим шматочком блакитноокого соулу в стилі Hall & Oates». Пісня має «блюзові» елементи і використовує такі метафори, як «You are my ins and my means/With you there's no in between» (укр. "Ти зараз мій дохід, моє багатство/З тобою немає нічого проміжного"). Пісня, написана у тональності мі-бемоль міксолідійського ладу, має музичний розмір складний такт з дванадцятьма восьмими нотами у такті, з темпом у 75 ударів за хвилину. Вокал Бібера охоплює діапазон у дві октави — від найнижчої ноти A♭3 до найвищої ноти E♭5. Пісня має акордну прогресію E♭-D♭-A♭.
Білл Лемб з About.com відзначив пісню серед треків My World 2.0 і сказав, що вона «дозволяє Джастіну Біберу бути у головній ролі співати. Це гарантовано створює теплі та нечіткі емоції у мільйонів молодих фанатів» і що вона «не повинна розчарувати дорослих». Моніка Еррера з Billboard похвалила пісню і сказала, що вона «повинна апелювати до деяких старших слухачів». У статті про Бібера на першій шпальті Billboard, Еррера зазначила: «Бібер зачіпає за живе, його голос напружувався настільки, наскільки дозволяє емоційність перехідного віку. Таке звучання найбільше справджує бажання Брауна, звучачи, як безсумнівна молода зірка Motown. „Це так само безумовно, як коли-небудь отримувати/Коли ви ще нічого не бачили“».

## Позиції в чартах
Спочатку вийшовши як цифровий сингл, пісня дебютувала на двадцять сьомій сходинці чарту Billboard Hot 100, з продажами у 83,000 завантажень за перший тиждень. Він також дебютував у канадському хіт-параді Canadian Hot 100 на сімнадцятій сходинці. Це були найвищі позиції «U Smile» за тиждень в обох чартах. Пісня спочатку залишалася на обох чартах лише тиждень. Після офіційного релізу пісні у ротації радіо форматів mainstream та rhythmic, пісня знову увійшла до Billboard Hot 100 на дев'яносто п'ятій позиції 2 жовтня 2010 року. Завдяки цифровим продажам, пісня також посіла дев'яносто восьму сходинку в Сполученому Королівстві.

## Музичне відео

### Створення і реакція

Бібер у порожньому театрі грає на фортепіано, в той час як позаду нього видно лише синє і жовте світло.

30 вересня 2010 року відбулася онлайн-прем'єра музичного кліпу на «U Smile» режисера Коліна Тіллі, в якому знялася Сандра Буллок. Бібер стверджував, що відео для «U Smile» «дозволить фанатам відчути кінцеву фантазію для будь-яких жорстких Біліберів: бувши подругою Джастіна», пояснивши у Твіттері, що, «Я скористався можливістю зробити відео для фанатів, про фанатів, і як ми можемо закохатися». Мавусе Зігбе з MTV зустріла відео з позитивною рецензією. Зігбе відзначила, що відео пропонує глядачам «більш зрілого Бібера, який, здається, насолоджуватися тихими моментами зі своєю подружкою далеко від безперервної істерії фанатів». Зігбе також вважає, що відео «демонструє навички [Бібера] як інструменталіста, оскільки він виконує пісню з-за рояля на переважну частину відео».

### Синопсис
Відео починається з чорно-білої сцени (згодом з'являються кольорові сцени), група дівчат стоять на вулиці в той час, як Бібер виходить з будинку та намагається піти непоміченим. Це, однак, його не вдається, дівчата підбігають до Бібера; потім він фотографується з ними і дає автографи дівчатам. Поки це відбувається, увагу Бібера привертає одна з дівчат, яку просить зустрітися з ним пізніше, на що вона погоджується. Коли починається пісня, Бібер сидить у порожньому глядацькому залі, граючи на фортепіано і співаючи. Коли дівчина з'являється на зустріч з Бібером, вони проникають у порожній театр, де вони тримаються за руки, бігають по глядацьких кріслах і ковзають по поручнях. По закінченню відео вони грають у з водяними пістолетами, врешті-решт, обіймаються, а Бібер грає на фортепіано всередині театру.

## Виступи наживо
Бібер виконав пісню разом з «Baby» у вісімнадцятому епізоді тридцяти п'ятого сезону Суботнього вечора в прямому ефірі. Він також виконав пісню у дев'ятому сезоні шоу American Idol разом з «Baby» 19 травня 2010 року. Запис також вийшов як єдине відео живого виступу разом з виконанням «Baby». Бібер також виступив з пісню на премії Teen Choice Awards 2010, що відбулася 9 серпня 2010 року. Виступ був попередньо записаний, оскільки Бібер не міг бути присутнім на церемонії. Номер був відзнятий у Лос-Анджелесі під час його світового турне My World Tour.

## Уповільнена версія
У серпні 2010 року музичний продюсер Нік Піттсінгер використав програмне забезпечення для обробки звуку PaulStretch, щоб сповільнити альбомний трек на 800 %, створивши 35-хвилинний трек та опублікувавши його через SoundCloud. Модифікований трек нагадував мінімалістське звучання навколишнього світу. До 2 вересня це трек піддався обговоренню у декількох новинах, пов'язаних з вебсайтом Бібера, і завантажено більше мільйона разів.
Уповільнена версія цієї пісні стала натхненням для теми Slo-Mo у фільмі Суддя Дредд (2012). Алекс Ґарленд, письменник і продюсер фільму, сказав, що інструменталіст Піттсінгер Джефф Барроу «надіслав мені посилання на пісню Джастіна Бібера, яка була уповільнена у 800 разів, і це була приголомшлива священна музика». Тоді Морган відтворив ефект, оснований на модифікованому треку, який використовувався у фінальній версії фільму. У фільмі використано пісню Бібера як тимчасовий трек під час редагування стрічки до її завершення.

## Автори
- Автор пісні — Джеррі Дюплессі[en], Арден Альтіно, Ден Август Ріго[en]
- Продюсер — Джеррі Дюплессі, Арден Альтіно
- Запис вокалу — Енді Грассі, Серж Цай, Дейв Клаусс, Воррен Бабсон, Вільям Віллан (асистент)
- Вокальне продюсування та запис — Кук Гаррелл[en], Тревіс Гаррінгтон (асистент)
- Фортепіано та клавішні — Арден Альтіно, Пол Дж. Фальконе (асистент)
- Гітара — Бруно Бітс, Бен ДеФуско
- Губна гармоніка — Фредерік Йоннет[en]
- Зведення[en] — Глен Маркезе
- Інженіринг — Пат Тролл

Джерело:

## Чарти
| Чарт (2010-11)                               | Найвища позиція |
| -------------------------------------------- | --------------- |
| Австралія Australian Singles Chart           | 65              |
| Бельгія Belgian Singles Chart (Flanders Tip) | 21              |
| Канада Canadian Hot 100                      | 17              |
| Велика Британія UK Singles Chart             | 98              |
| США Billboard Hot 100                        | 27              |
| США Pop Songs                                | 26              |

## Історія випуску
| Регіон          | Дата           | Формат                              |
| --------------- | -------------- | ----------------------------------- |
| Канада          | 9 серпня 2010  | Радіоротація mainstream             |
| Сполучені Штати | 24 серпня 2010 | Радіоротація mainstream та rhythmic |
| Сполучені Штати | 12 жовтня 2010 | Радіоротація Urban airplay          |